# Adolf Weißmann

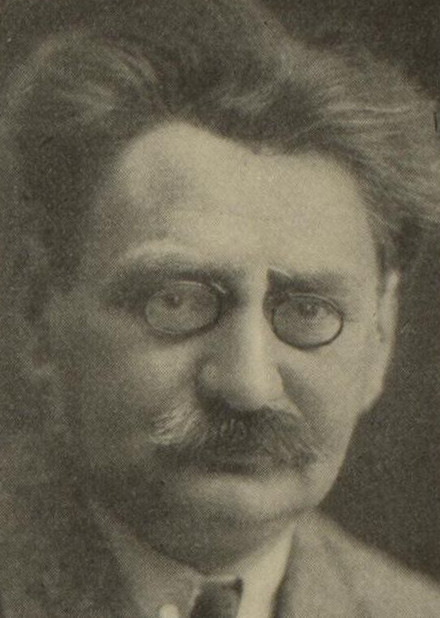
Adolf Weißmann

Adolf Weißmann (* 15. August 1873 in Rosenberg (Oberschlesien); † 23. April 1929 in Haifa) war ein deutscher Musikkritiker und Musikessayist.

## Werdegang und Tätigkeiten
Weißmann studierte Musik und Philosophie an den Universitäten in Breslau, Innsbruck, Florenz und Bern, wo er auch 1895 promoviert wurde. Er arbeitete kurzzeitig als Gymnasial-Lehrer, bevor er im Jahr 1900 nach Berlin übersiedelte.
In Berlin begann er seine Tätigkeit als Musikkritiker beim Berliner Tageblatt (1900–1905) und führte sie weiter beim Roland von Berlin (1904–1910), der Deutschen Montagszeitung (ab 1904) und der Berliner Zeitung am Mittag (1916–1929) (sein Nachfolger war Hans Heinz Stuckenschmidt). Er belieferte auch die Vossische Zeitung und die Fachblätter Musikblätter des Anbruch und Die Musik. Zudem gab er den Almanach Sang und Klang (1920–1929) heraus und gestaltete eine wöchentliche Radiosendung mit Neuer Musik. Musikpolitische Bedeutung floss ihm durch die Gründung der Gesellschaft für Neue Musik (IGNM) zu, deren erster Präsident er von 1922 bis 1925 war.
Obwohl er seinen Zeitgenossen prinzipiell sehr zugewandt war, konnte er eine durchaus ambivalente Haltung zu ihnen haben: “He was deeply critical of Strauss, Schreker, Debussy, Puccini and Schoenberg, but supportive of neoclassically orientated composers such as Hindemith and Krenek.”
Weißmann war ein sehr belesener und einflussreicher Kritiker, der für seine brillante Prosa geschätzt wurde. Er verband musiksoziologische Perspektiven mit historischen Fakten und interessierte sich besonders für kulturelle Phänomene wie den Status von Dirigenten, Virtuosen oder Diven, wo musikalische und gesellschaftliche Funktionen aufeinander trafen.
Seit 1927 leitete er das Berliner Komitee zur Förderung des Musikwesens in Palästina. Weißmann starb 55-jährig auf einer Vortragsreise in Haifa. Seit 1911 war er mit der ungarischen Pianistin Gisella Grosz (1875–1942) verheiratet, mit der er seit 1908 ein Kind hatte.

## Schriften
- Bizet. Marquardt, Berlin 1907, urn:nbn:de:bsz:14-db-id18883962614.
- Berlin als Musikstadt: Geschichte der Oper und des Konzerts von 1740 bis 1911. Geschichte der Oper und des Konzerts von 1740 bis 1911. Schuster & Loeffler, Berlin 1911. Digitalisiert durch die Zentral- und Landesbibliothek Berlin 2024. URN: urn:nbn:de:kobv:109-1-15491314.
- Chopin. Schuster & Loeffler, Berlin 1912.
- Der Virtuose. Cassirer, Berlin 1918.
- Die Primadonna. Cassirer, Berlin 1920.
- Der klingende Garten – Impressionen über das Erotische in der Musik. Verlag Neue Kunsthandlung, Berlin 1920.
- Arthur Nikisch und die Berliner Philharmonischen Konzerte 1895–1920. Lange, Berlin 1920 (Digitalisat).
- Giacomo Puccini. Drei-Masken-Verlag, München 1922.
- Die Musik in der Weltkrise. Deutsche Verlags-Anstalt, Stuttgart 1922; englische Übersetzung 1925: The Problems of Modern Music.
- Verdi. Deutsche Verlags-Anstalt, Stuttgart 1922.
- Der Dirigent im 20. Jahrhundert. Propyläen-Verlag, Berlin 1925.
- Die Musik der Sinne. Deutsche Verlagsanstalt, Stuttgart 1925, enthält: Der Virtuose. Die Primadonna. Der klingende Garten.
- Die Entgötterung der Musik. Deutsche Verlagsanstalt, Stuttgart 1928; englische Übersetzung 1930: Music Come to Earth.

## Sekundärliteratur
- W. Schrenk: Adolf Weißmann. in: Die Musik. xvi (1924), 480–86.
- E. Preussner: Adolf Weißmann. in: Die Musik. xxi (1929), 660–64.
- Edward Joseph Dent: Adolf Weissmann: 1873–1929. in: Monthly Musical Record. xxix (1929), 167.
- Michael von der Linn: Artikel Weissmann, Adolf. in: New Grove Dictionary of Music and Musicians. 2. Auflg. 2001.